# 제이와이씨 컴퍼니
(주)제이와이씨 컴퍼니는 대한민국의 모바일 S/W 벤처기업이다. 2013년, 염상준이 부산에서 제이와이씨 컴퍼니를 창립하였다. 이후 어뮤즈파크와 합병하면서 2015년 (주)벤디츠로 사명 변경하였다.

## 연혁
- 2013년 1월 (주)제이와이씨 컴퍼니 법인 설립
- 2013년 3월 기업 부설 연구소 설립
- 2013년 5월 SNS+ 특허획득[2],앱 개발지원사업 선정
- 2013년 6월 창업성장기술개발사업 선정
- 2013년 8월 부산지역 우수벤처기업 선정(대한민국 중소기업청 / 기술신용보증기금)
- 2013년 9월 산학융합 연구사업 선정(경남정보대학교)
- 2013년 11월 공공데이터 아이디어 기획부문 장려상 수상(공간정보산업진흥원)
- 2013년 12월 드로잉톡/마이콘 2013년도 애플 앱스토어 베스트앱 선정
- 2014년 4월 개발 중개 서비스 "개발닷컴" Android App 출시
- 2014년 7월 이사 견적 비교 서비스 "이사모아" Android App 출시
- 2015년 3월 웨딩 견적 비교 서비스 "웨딩바이미" iOS App 출시
- 2015년 7월 인테리어 견적 비교 서비스 "인쇼-인테리어쇼" Android App 베타버전 출시

## 보유 기술
소셜마케터를 이용한 타겟 광고시스템(Target advertisement system using social marketer)
소셜마케터를 이용한 타겟 광고시스템 및 그 방법이 개시된다. 본 발명의 실시 예를 따른 소셜마케터를 이용한 타겟 광고시스템 및 그 방법은 광고주가 의뢰한 광고를 소셜마케터가 소유한 온라인 커뮤니티, 소셜 네트워크 서비스 또는 개인물품과 같은 광고매체를 통해 수행하도록 광고주 단말기, 관리서버 및 소셜마케터 단말기가 유무선 통신망으로 연결되어 네트워크를 형성하는 광고시스템에 있어서, 상기 관리서버는 소셜마케터를 관리하는 소셜마케터 서버와 광고주를 관리하는 광고주 서버로 구성되되, 상기 소셜마케터 서버는, 소셜마케터의 성별, 주소, 나이 및 소유한 광고매체를 포함하는 정보가 입력되는 소셜마케터 정보입력부와, 상기 소셜마케터 정보입력부에서 입력된 정보를 저장하는 소셜마케터 DB와, 상기 소셜마케터 DB에 저장된 정보를 바탕으로 대기회원, 준회원, 정회원 자격을 결정하는 회원자격 결정부와, 준회원의 보증금을 결제하는 보증금 결제부와, 상기 광고주 단말기를 통해 전송된 광고주의 광고수행 요청을 관리하는 광고주 서버에서 제공하는 하나 이상의 광고수행 요청리스트를 검색하고 광고수행여부를 회신하는 광고수행 신청부와, 상기 소셜마케터 단말기를 통해 소셜마케터의 광고수행 여부를 입증할 수 있는 입증자료를 전송하면서 인증을 요청하는 인증요청부 및 광고수행에 따라 책정된 포인트를 소셜마케터에게 지급하는 포인트 관리부를 포함하는 것을 특징으로 한다.

## 출시 서비스

### Wefind
잃어버린 사람과 물건뿐만 아니라 잃어버린 사람의 마음까지 치유해주는 모바일 서비스

### 이사모아
이사준비부터 업체 선택까지 이사준비의 모든과정을 효율적으로 도와주는 모바일 애플리케이션

#### 이사모아 주요기능
- 이사관련업체 검색 기능
- 전화연결 및 홈페이지 접속 기능
- 매달 손없는 날 안내 기능
- 업체 선정 시 주의점과 화물약관 안내 기능 제공 기능
- 업체별 이벤트와 할인정보 제공 기능
- 자동 이사 스케줄 알림 기능
- 가까운 중고물품 기부처 제공 기능

## 웨딩바이미
내 손안의 웨딩 플래너, 드레스부터 신혼여행, 예물준비까지 복잡한 결혼 준비를 실속있게 도와주는 모바일 애플리케이션

#### 웨딩바이미 주요기능
- 결혼준비 체크리스트 기능
- 웨딩 카테고리별 업체 전화연결 및 문의 기능
- 웨딩관련 업체별 이벤트와 할인정보 제공 기능
- 결혼준비 관련 컨텐츠 제공 기능